# Найголовніший бос
«Найголовніший Бос» (дан. Direktøren for det Hele, англ. The Boss of it All) — офісна комедія режисера Ларса фон Трієра 2006 року.

## Сюжет
Равн (Петер Гантцлер) хоче укласти угоду з ісландцем (Фрідрік Тор Фрідрікссон), але покупець вимагає, щоб переговори велися лише з керівником фірми. Біда у тому, що директора IT-фірми видумав сам Равн, щоб звалювати на нього усі непопулярні рішення, а сам назвався лише його заступником. Скориставшись тим, що начальника ніхто не бачив, Равн наймає актора Кристофера (Йенс Альбінус), котрий має виконати роль «найголовнішого боса» і підписати контракт. Кристофер, який зовсім не розуміється ні в інформаційних технологіях, ні у відносинах, що склалися в колективі показує себе цілковитим бовдуром і наступає на усі граблі, які були розкладені на його шляху.

## В ролях
- Йенс Альбінус — Кристофер / Свен Е. / Найголовніший Бос
- Петер Гантцлер — Равн
- Фрідрік Тор Фрідрікссон — Фіннур
- Бенедикт Ерлінгсон — Толк
- Ібен Йяйле — Ліз
- Генрік Пріп — Налле
- Міа Ліне — Хейді А.
- Каспер Крістенсен — Горм
- Луїза Мірітц — Метте
- Жан-Марк Барр — Спенсер
- Софі Гребел — Кіссер
- Андерс Гов — Йокумсен
- Ларс фон Трієр — оповідач

## Касові збори
Під час показу в Україні, що розпочався 31 травня 2007 року, протягом перших вихідних фільм зібрав $4,139 і посів 8 місце в кінопрокаті того тижня. Фільм опустився на десяту сходинку українського кінопрокату наступного тижня і зібрав за ті вихідні ще $2,555. Загалом фільм в кінопрокаті України пробув 2 тижні і зібрав $6,695, посівши 176 місце серед найбільш касових фільмів 2007 року.